# Gagrella sumatrana
Gagrella sumatrana is een hooiwagen uit de familie Sclerosomatidae.